# Romániai magyar ismeretterjesztő irodalom
Az ismeretterjesztő irodalom a tudományos irodalom sajátos területe. Célja valamely szaktudomány eredményei – állása, fejlődése, újabb felfedezései vagy elméletei – iránt érdeklődő széles vagy szélesebb körű olvasóközönség tájékoztatása. A tudományos szakirodalomtól alapvetően az különbözteti meg, hogy a nem szakmabeli olvasó tudományos-műszaki tájékozódási szintjén annak igényét elégíti ki. Ez elsősorban azt jelenti, hogy az ismeretterjesztő irodalom szerzője tárgyköre fogalomrendszerét csak a kiszemelt olvasóréteg elvárható általános műveltségi szintjéig tekinti ismertnek; ezért – egy rendszerint oldottabb, közérthetőbb előadásmód segítségével – abba úgy vezeti be az olvasót, hogy az a szakterület alapfogalmainak, módszerének és szemléletének lényegét felfogja, a tudományos-műszaki eredmények és vívmányok általános, a társadalomra és az emberre gyakorolt hatását felismerje, azokkal kapcsolatban állást foglaljon s ezáltal világnézetét alakítsa. Ezért az ismeretterjesztő irodalom sikeresebb alkotásait – különösen ha azok megmódolásuk, nyelvi és stíluserényeik, gondolati-szerkezeti megoldásaik szempontjából az esszé vagy az elbeszélő próza követelményeihez, esetleg a szórakoztató, mulattató irodalom követelményeihez közelítenek – objektív ismeretközlő célkitűzésüket is figyelembe véve teljes értékű irodalmi alkotásnak tekinthetjük.

## Tárgya, jellege
Az ismeretterjesztő irodalom tárgya a természet- és a társadalomtudományok bármely szakterülete lehet, sőt a különböző szakterületek szemléletének, vívmányainak olyan társítása is, amelyet az ismeretterjesztő irodalmi mű mondanivalójának kifejtéséhez a szerző alkalmasnak talál, feltéve, ha eljárása nem mond ellent a tudományosság követelményének, mert nem téveszthető szem elől, hogy sajátosságai ellenére az ismeretterjesztő irodalom lényegében a tudományos irodalom tartozéka.
Az ismeretterjesztő irodalom szintjét a szerző által kiszemelt olvasóréteg általános iskolázottsága, felkészültsége vagy tudományos műveltsége, esetleg életkora határozza meg. Az ismeretterjesztő irodalom ugyanis lehet gyermek- vagy ifjúsági olvasmány is. Mint ilyen nemcsak szintjében alkalmazkodik az olvasónak a közoktatás követelményei alapján felbecsülendő ismereti szintjéhez, hanem a megírás módjában is a kiszemelt korcsoport olvasói igényét törekszik kielégíteni; tartalmát, tárgyválasztását nem köti a tanterv, és megmódolásában a szak- és szakmai irodalomtól az különbözteti meg, hogy célja egy széles ifjúsági olvasótábor tájékoztatása, gondolatainak felébresztése, állásfoglalásra késztetése és esetenként akár gyönyörködtetése vagy szórakoztatása is.
Viszont a korszerű tudományos eredményekre, adatokra támaszkodó, azokat tárgyaló ismeretterjesztő irodalom mint sajátos információs lehetőség és eszköz is jelentős társadalmi szerepet tölt be, amennyiben – különösen mint folyóirat-irodalom – a legkülönbözőbb szakterületeken tevékenykedő tudományos és műszaki dolgozók általános tájékoztatását szolgálja, amikor a legjelentősebb tudományos és műszaki gondolatok és ötletek néha nagyon is távol álló határtudományi területeken jelentkeznek. Ezért az ismeretterjesztő irodalmat joggal nevezik „tudományos információs irodalomnak” is, bár ez a megnevezés egyoldalúan az ismeretterjesztő irodalom szakjellegét hangsúlyozza. (Korszerűtlen a „tudománynépszerűsítő irodalom” megnevezés, mert egy olyan – nálunk már lényegében lezárult – történelmi időszakra utal, amikor egy viszonylag alacsony ismereti szintű és elmaradott világnézetű, gyakran babonás népesség előtt a tudományos szemlélet elismertetéséért kellett megküzdeni.) Már a „tudományterjesztő irodalom” az ismeretterjesztő irodalommal szinonim kifejezés.
Sajátos nemzetiségi körülményeink között, amikor tudományos dolgozóink és különböző felkészültségű szakembereink és szakmunkásaink általában nem az anyanyelvükön sajátítják el és művelik szakterületüket, az ismeretterjesztő irodalomnak jelentős nyelvművelő, szak- és szakmai anyanyelv-fenntartó szerepe is van.

## Publikációs keretek
A romániai magyar ismeretterjesztő irodalom publikációs kereteit 1948-tól 1969-ig a Tudományos Könyvkiadó (1962-ig magyar szekcióval, majd magyar szerkesztővel és ennek megfelelő terjedelemmel), az Ifjúsági Könyvkiadó, a Mezőgazdasági és Erdészeti Könyvkiadó, a Jogi és Közgazdaságtudományi Könyvkiadó és az Orvostudományi Könyvkiadó biztosította. 1970-től, a könyvkiadók átszervezésétől kezdve a Kriterion, a Dacia, a Tudományos és Enciklopédiai, a Ceres, a Pedagógiai és Didaktikai, ill. gyermekek és az ifjúság részére a Creangă Könyvkiadó és az Albatros Könyvkiadó publikált eredeti (a Műszaki Könyvkiadó román eredetiből fordított) magyar nyelvű tudományos ismeretterjesztő könyveket. Alkalmilag egyik-másik Megyei Művelődési Ház (leginkább a Hargita és Kovászna megyei) szintén adott ki helyi vonatkozású ismeretterjesztő kötetet magyar nyelven. Magyar ismeretterjesztő folyóirat hiányában 1956 előtt a napilapok, a Dolgozó Nő és a Kolozsvári Rádió magyar adása (1954-1985; újra 1989 decembertől) adtak helyet népszerűsítő hangvételű ismeretterjesztő írásoknak. 1957-től, a Korunk új folyamának megindulásától ez a folyóirat biztosított keretet magasabb színvonalú ismeretterjesztésünk számára, 1970-től pedig A Hét és negyedévenkénti melléklete, a TETT járult hozzá jelentősen a romániai magyar ismeretterjesztő irodalom teljessé tételéhez.
A gyermekek és a tanulóifjúság részére 1957-től kezdve a Napsugár, az 1960-as évek elejétől a Pionír, később utódlapja, a Jóbarát közölt kisebb ismeretterjesztő cikkeket. 1977-től a Román Televízió magyar nyelvű heti adásában rendszeresen helyet biztosított ismeretterjesztő adásoknak.
Közművelődési életünkben fokozódó szerepet töltenek be az ismeretterjesztő tudományos könyvsorozatok. A Kriterion gondozásában megjelenő Korunk Könyvek hazai és külföldi neves szakemberek tollából átfogó módon tájékoztatnak napjaink alapvető tudományos kérdéseiről, míg a Dacia Antenna sorozatában legnagyobbrészt elsőkönyves szerzők vetik fel és mutatják be sokoldalúan a reáltudományok egy-egy kérdését. Népszerűsítő igénynek tesznek eleget a Kriterion Kézikönyvek, s műfajilag kifejezetten az ifjúság tájékoztatását szolgálta 1970-ig a Győz a tudomány c. sorozat, valamint a gyermekek számára szerkesztett A kis ezermester, mely eredetileg az Ifjúsági Könyvkiadó sorozata volt, s 1970-től a Ion Creangă Könyvkiadónál jelent meg.